# Balloon Cement
Albums de Buckethead
Electric Sea
(2012) The Shores of Molokai
(2012)
Balloon Cement est le 36e album studio de Buckethead. Il est aussi le 6e album faisant partie de la série « Buckethead Pikes ».

## Liste des titres
| 1.    | Balloon Cement    | 3:06 |
| 2.    | Red Water Colors  | 3:46 |
| 3.    | Transport Void    | 0:46 |
| 4.    | Thistle Museum    | 0:45 |
| 5.    | Alligator Eye     | 1:58 |
| 6.    | Veil of Tinfoil   | 4:34 |
| 7.    | Chestplate        | 1:18 |
| 8.    | Vast Mound        | 2:06 |
| 9.    | Replacement Shell | 4:12 |
| 10.   | Shatter Shell     | 5:01 |
| 11.   | Bridge to Borg    | 0:55 |
| 12.   | Evaporate         | 1:38 |
| 30:05 |                   |      |